# Mle 1918 全自动卡宾枪
Mle 1918勒貝羅爾全自动卡宾枪（英語：Ribeyrolles 1918 automatic carbine）是法國的一款自動步槍，也是世界首型應用突擊步枪概念的槍械，發射8×35毫米试验子弹，使用直接反冲式枪机運作，25发弹匣供弹，有效射程为400米。
现代有观点認為勒貝羅爾全自动卡宾枪应被歸類為突击步枪，因為該槍使用中等威力弹，可以選射（半自动或全自动），还有比冲锋枪更远的射程及更高的威力。